# Marion Kindle-Kühnis
Marion Kindle-Kühnis (* um 1979 als Marion Kindle) ist ein liechtensteinische Politikerin (DpL; früher VU). Sie ist seit 2025 Abgeordnete im liechtensteinischen Landtag. Zuvor war sie dort bereits von 2009 bis 2013 stellvertretende Abgeordnete.

## Biografie
Kindle-Kühnis studierte Politikwissenschaften mit Staats- und Völkerrecht an der Universität Zürich. Später wurde sie bei der Agentur für internationale Bildungsangelegenheiten tätig.
2003 kandidierte sie für die Vaterländische Union bei den Gemeindewahlen, konnte jedoch keinen Sitz im Gemeinderat von Triesen erringen. Bei der Landtagswahl in Liechtenstein 2009 wurde sie zur stellvertretenden Abgeordneten gewählt. Als solche war sie Mitglied in der liechtensteinischen Delegation bei der Parlamentarischen Versammlung der OSZE. Bei der nächsten Landtagswahl 2013 kandidierte sie erneut, konnte jedoch kein Mandat erringen.
Im Februar 2025 wurde sie für die Demokraten pro Liechtenstein in den Landtag des Fürstentums Liechtenstein gewählt.
Kindle-Kühnis ist verheiratet und hat zwei Kinder.